# Fußball-Weltmeisterschaft 1986/Finalrunde
Die Finalrunde der Fußball-Weltmeisterschaft 1986:

## Übersicht
Mit dem Ende der Gruppenphase waren 16 Mannschaften für die Finalrunde qualifiziert:
| Gruppe A       | Gruppe B    | Gruppe C       |
| -------------- | ----------- | -------------- |
| 1. Argentinien | 1. Mexiko   | 1. Sowjetunion |
| 2. Italien     | 2. Paraguay | 2. Frankreich  |
| 3. Bulgarien   | 3. Belgien  |                |

| Gruppe D     | Gruppe E          | Gruppe F   |
| ------------ | ----------------- | ---------- |
| 1. Brasilien | 1. Dänemark       | 1. Marokko |
| 2. Spanien   | 2. BR Deutschland | 2. England |
|              | 3. Uruguay        | 3. Polen   |

## Spielplan Finalrunde
|  | Achtelfinale       | Achtelfinale   |                |         | Viertelfinale    | Viertelfinale |  |  | Halbfinale | Halbfinale |  |  | Finale | Finale |
|  |                    |                |                |         |                  |               |  |  |            |            |  |  |        |        |
|  |                    |                |                |         |                  |               |  |  |            |            |  |  |        |        |
|  | D1: Brasilien      | 4              |                |         |                  |               |  |  |            |            |  |  |        |        |
|  | D1: Brasilien      | 4              |                |         |                  |               |  |  |            |            |  |  |        |        |
|  | F3: Polen          | 0              |                |         |                  |               |  |  |            |            |  |  |        |        |
|  | F3: Polen          | 0              | Brasilien      | 1 (3)   |                  |               |  |  |            |            |  |  |        |        |
|  |                    |                | Brasilien      | 1 (3)   |                  |               |  |  |            |            |  |  |        |        |
|  |                    | Frankreich     | 21 (4)2        |         |                  |               |  |  |            |            |  |  |        |        |
|  | C2: Frankreich     | Frankreich     | 21 (4)2        | 2       |                  |               |  |  |            |            |  |  |        |        |
|  | C2: Frankreich     |                |                | 2       |                  |               |  |  |            |            |  |  |        |        |
|  | A2: Italien        | 0              |                |         |                  |               |  |  |            |            |  |  |        |        |
|  | A2: Italien        | 0              | Frankreich     | 0       |                  |               |  |  |            |            |  |  |        |        |
|  |                    |                | Frankreich     | 0       |                  |               |  |  |            |            |  |  |        |        |
|  |                    | BR Deutschland | 2              |         |                  |               |  |  |            |            |  |  |        |        |
|  | F1: Marokko        | BR Deutschland | 2              | 0       |                  |               |  |  |            |            |  |  |        |        |
|  | F1: Marokko        |                |                | 0       |                  |               |  |  |            |            |  |  |        |        |
|  | E2: BR Deutschland | 1              |                |         |                  |               |  |  |            |            |  |  |        |        |
|  | E2: BR Deutschland | 1              | BR Deutschland | 20 (4)2 |                  |               |  |  |            |            |  |  |        |        |
|  |                    |                | BR Deutschland | 20 (4)2 |                  |               |  |  |            |            |  |  |        |        |
|  |                    | Mexiko         | 0 (1)          |         |                  |               |  |  |            |            |  |  |        |        |
|  | B1: Mexiko         | Mexiko         | 0 (1)          | 2       |                  |               |  |  |            |            |  |  |        |        |
|  | B1: Mexiko         |                |                | 2       |                  |               |  |  |            |            |  |  |        |        |
|  | A3: Bulgarien      | 0              |                |         |                  |               |  |  |            |            |  |  |        |        |
|  | A3: Bulgarien      | 0              | Argentinien    | 3       |                  |               |  |  |            |            |  |  |        |        |
|  |                    |                | Argentinien    | 3       |                  |               |  |  |            |            |  |  |        |        |
|  |                    | BR Deutschland | 2              |         |                  |               |  |  |            |            |  |  |        |        |
|  | A1: Argentinien    | BR Deutschland | 2              | 1       |                  |               |  |  |            |            |  |  |        |        |
|  | A1: Argentinien    |                |                | 1       |                  |               |  |  |            |            |  |  |        |        |
|  | E3: Uruguay        | 0              |                |         |                  |               |  |  |            |            |  |  |        |        |
|  | E3: Uruguay        | 0              | Argentinien    | 2       |                  |               |  |  |            |            |  |  |        |        |
|  |                    |                | Argentinien    | 2       |                  |               |  |  |            |            |  |  |        |        |
|  |                    | England        | 1              |         |                  |               |  |  |            |            |  |  |        |        |
|  | F2: England        | England        | 1              | 3       |                  |               |  |  |            |            |  |  |        |        |
|  | F2: England        |                |                | 3       |                  |               |  |  |            |            |  |  |        |        |
|  | B2: Paraguay       | 0              |                |         |                  |               |  |  |            |            |  |  |        |        |
|  | B2: Paraguay       | 0              | Argentinien    | 2       |                  |               |  |  |            |            |  |  |        |        |
|  |                    |                | Argentinien    | 2       |                  |               |  |  |            |            |  |  |        |        |
|  |                    | Belgien        | 0              |         |                  |               |  |  |            |            |  |  |        |        |
|  | C1: Sowjetunion    | Belgien        | 0              | 3       |                  |               |  |  |            |            |  |  |        |        |
|  | C1: Sowjetunion    |                |                | 3       |                  |               |  |  |            |            |  |  |        |        |
|  | B3: Belgien        | 141            |                |         |                  |               |  |  |            |            |  |  |        |        |
|  | B3: Belgien        | 141            | Belgien        | 21 (5)2 |                  |               |  |  |            |            |  |  |        |        |
|  |                    |                | Belgien        | 21 (5)2 | Spiel um Platz 3 |               |  |  |            |            |  |  |        |        |
|  |                    | Spanien        | 1 (4)          |         |                  |               |  |  |            |            |  |  |        |        |
|  | E1: Dänemark       | Spanien        | 1 (4)          | 1       | Frankreich       | 141           |  |  |            |            |  |  |        |        |
|  | E1: Dänemark       |                |                | 1       | Frankreich       | 141           |  |  |            |            |  |  |        |        |
|  | D2: Spanien        | 5              |                | Belgien | 2                |               |  |  |            |            |  |  |        |        |

1 Sieg nach Verlängerung
2 Sieg im Elfmeterschießen

## Achtelfinale

### Mexiko – Bulgarien 2:0 (1:0)
| Mexiko                                                               | Mexiko | Bulgarien | Bulgarien |
| -------------------------------------------------------------------- | --- | --- | --------- |
| Mexiko                                                               | \| 1. Achtelfinale \| \| Sonntag, 15. Juni 1986 um 12:00 Uhr in Mexiko-Stadt (Aztekenstadion) \| \| Zuschauer: 114.580 \| \| Schiedsrichter: Romualdo Arppi Filho ( Brasilien) \| \| Spielbericht \|                                            | \| 1. Achtelfinale \| \| Sonntag, 15. Juni 1986 um 12:00 Uhr in Mexiko-Stadt (Aztekenstadion) \| \| Zuschauer: 114.580 \| \| Schiedsrichter: Romualdo Arppi Filho ( Brasilien) \| \| Spielbericht \|                                                                 | Bulgarien |
| Mexiko                                                               | Pablo Larios – Félix Cruz – Rafael Amador Flores, Fernando Quirarte, Raúl Servín – Miguel España, Carlos Muñoz, Tomás Boy (79. Carlos de los Cobos), Javier Aguirre, Manuel Negrete – Hugo Sánchez Cheftrainer: Bora Milutinović ( Jugoslawien) | Borislaw Michajlow – Nikolai Arabow – Radoslaw Zdrawkow, Georgi Dimitrow , Petar Petrow – Ajan Sadakow, Georgi Jordanow, Plamen Getow (59. Nasko Sirakow), Schiwko Gospodinow – Kostadin Kostadinow, Atanas Paschew (70. Boschidar Iskrenow) Cheftrainer: Iwan Wuzow | Bulgarien |
| Mexiko                                                               | 1:0 Negrete (34.) 2:0 Servín (61.) | | Bulgarien |
| Mexiko                                                               | Arabow (58.) | | Bulgarien |
| 1. Achtelfinale                                                      | | |           |
| Sonntag, 15. Juni 1986 um 12:00 Uhr in Mexiko-Stadt (Aztekenstadion) | | |           |
| Zuschauer: 114.580                                                   | | |           |
| Schiedsrichter: Romualdo Arppi Filho ( Brasilien)                    | | |           |
| Spielbericht                                                         | | |           |

### Sowjetunion – Belgien 3:4 n.V. (2:2, 1:0)
| Sowjetunion                                                    | Sowjetunion | Belgien | Belgien |
| -------------------------------------------------------------- | --- | --- | ------- |
| Sowjetunion                                                    | \| 2. Achtelfinale \| \| Sonntag, 15. Juni 1986 um 16:00 Uhr in León (Estadio Nou Camp) \| \| Zuschauer: 32.277 \| \| Schiedsrichter: Erik Fredriksson ( Schweden) \| \| Spielbericht \|                                                                                   | \| 2. Achtelfinale \| \| Sonntag, 15. Juni 1986 um 16:00 Uhr in León (Estadio Nou Camp) \| \| Zuschauer: 32.277 \| \| Schiedsrichter: Erik Fredriksson ( Schweden) \| \| Spielbericht \|                                                       | Belgien |
| Sowjetunion                                                    | Rinat Dassajew – Wolodymyr Bessonow – Andrij Bal, Oleh Kusnezow, Anatolij Demjanenko – Pawlo Jakowenko (79. Wadym Jewtuschenko), Iwan Jaremtschuk, Alexander Sawarow (72. Sergei Rodionow), Sergej Alejnikow, Wassili Raz – Ihor Bjelanow Cheftrainer: Walerij Lobanowskyj | Jean-Marie Pfaff – Michel Renquin – Eric Gerets (112. Leo Van der Elst), Stéphane Demol, Patrick Vervoort – Enzo Scifo, Georges Grün (99. Leo Clijsters), Jan Ceulemans , Franky Vercauteren – Nico Claesen, Daniel Veyt Cheftrainer: Guy Thys | Belgien |
| Sowjetunion                                                    | 1:0 Bjelanow (27.) 2:1 Bjelanow (70.) 3:4 Bjelanow (111., Foulelfmeter) | 1:1 Scifo (56.) 2:2 Ceulemans (77.) 2:3 Demol (102.) 2:4 Claesen (110.) | Belgien |
| Sowjetunion                                                    | Renquin (65.) | | Belgien |
| 2. Achtelfinale                                                | | |         |
| Sonntag, 15. Juni 1986 um 16:00 Uhr in León (Estadio Nou Camp) | | |         |
| Zuschauer: 32.277                                              | | |         |
| Schiedsrichter: Erik Fredriksson ( Schweden)                   | | |         |
| Spielbericht                                                   | | |         |

### Brasilien – Polen 4:0 (1:0)
| Brasilien                                                           | Brasilien | Polen | Polen |
| ------------------------------------------------------------------- | --- | --- | ----- |
| Brasilien                                                           | \| 3. Achtelfinale \| \| Montag, 16. Juni 1986 um 12:00 Uhr in Guadalajara (Estadio Jalisco) \| \| Zuschauer: 45.000 \| \| Schiedsrichter: Volker Roth ( BR Deutschland) \| \| Spielbericht \| | \| 3. Achtelfinale \| \| Montag, 16. Juni 1986 um 12:00 Uhr in Guadalajara (Estadio Jalisco) \| \| Zuschauer: 45.000 \| \| Schiedsrichter: Volker Roth ( BR Deutschland) \| \| Spielbericht \|                                                                            | Polen |
| Brasilien                                                           | Carlos – Josimar, Júlio César, Edinho , Branco – Alemão, Elzo, Sócrates (69. Zico), Júnior – Müller (73. Paulo Silas), Careca Cheftrainer: Telê Santana                                        | Józef Młynarczyk – Roman Wójcicki – Kazimierz Przybyś (59. Jan Furtok), Stefan Majewski, Marek Ostrowski – Ryszard Tarasiewicz, Jan Karaś, Zbigniew Boniek , Jan Urban (83. Władysław Żmuda) – Dariusz Dziekanowski, Włodzimierz Smolarek Cheftrainer: Antoni Piechniczek | Polen |
| Brasilien                                                           | 1:0 Sócrates (30., Foulelfmeter) 2:0 Josimar (55.) 3:0 Edinho (79.) 4:0 Careca (83., Foulelfmeter)                                                                                             | | Polen |
| Brasilien                                                           | Careca (36.), Edinho (83.) | Dziekanowski (13.), Boniek (30.), Smolarek (32.) | Polen |
| 3. Achtelfinale                                                     | | |       |
| Montag, 16. Juni 1986 um 12:00 Uhr in Guadalajara (Estadio Jalisco) | | |       |
| Zuschauer: 45.000                                                   | | |       |
| Schiedsrichter: Volker Roth ( BR Deutschland)                       | | |       |
| Spielbericht                                                        | | |       |

### Argentinien – Uruguay 1:0 (1:0)
| Argentinien                                                       | Argentinien | Uruguay | Uruguay |
| ----------------------------------------------------------------- | --- | --- | ------- |
| Argentinien                                                       | \| 4. Achtelfinale \| \| Montag, 16. Juni 1986 um 16:00 Uhr in Puebla (Estadio Cuauhtémoc) \| \| Zuschauer: 26.000 \| \| Schiedsrichter: Luigi Agnolin ( Italien) \| \| Spielbericht \|                                                   | \| 4. Achtelfinale \| \| Montag, 16. Juni 1986 um 16:00 Uhr in Puebla (Estadio Cuauhtémoc) \| \| Zuschauer: 26.000 \| \| Schiedsrichter: Luigi Agnolin ( Italien) \| \| Spielbericht \|                                                           | Uruguay |
| Argentinien                                                       | Nery Pumpido – José Luis Brown – José Luis Cuciuffo, Oscar Ruggeri, Oscar Garré – Ricardo Giusti, Sergio Batista (85. Julio Olarticoechea), Diego Maradona , Jorge Burruchaga – Pedro Pasculli, Jorge Valdano Cheftrainer: Carlos Bilardo | Fernando Álvez – Eduardo Acevedo (61. Rubén Paz) – Miguel Bossio, Nelson Gutiérrez, Eliseo Rivero – Sergio Santín, Jorge Barrios , Enzo Francescoli, Darío Pereira – Venancio Ramos, Wilmar Cabrera (46. Jorge da Silva) Cheftrainer: Omar Borrás | Uruguay |
| Argentinien                                                       | 1:0 Pasculli (42.) | | Uruguay |
| Argentinien                                                       | Garré (30.), Brown (49.), Pumpido (83.) | Francescoli (35.), Acevedo (58.), Santín (68.), da Silva (85.) | Uruguay |
| 4. Achtelfinale                                                   | | |         |
| Montag, 16. Juni 1986 um 16:00 Uhr in Puebla (Estadio Cuauhtémoc) | | |         |
| Zuschauer: 26.000                                                 | | |         |
| Schiedsrichter: Luigi Agnolin ( Italien)                          | | |         |
| Spielbericht                                                      | | |         |

### Frankreich – Italien 2:0 (1:0)
| Frankreich                                                            | Frankreich | Italien | Italien |
| --------------------------------------------------------------------- | --- | --- | ------- |
| Frankreich                                                            | \| 5. Achtelfinale \| \| Dienstag, 17. Juni 1986 um 12:00 Uhr in Mexiko-Stadt (Olympiastadion) \| \| Zuschauer: 70.000 \| \| Schiedsrichter: Carlos Espósito ( Uruguay) \| \| Spielbericht \|                                                           | \| 5. Achtelfinale \| \| Dienstag, 17. Juni 1986 um 12:00 Uhr in Mexiko-Stadt (Olympiastadion) \| \| Zuschauer: 70.000 \| \| Schiedsrichter: Carlos Espósito ( Uruguay) \| \| Spielbericht \|                                                                                  | Italien |
| Frankreich                                                            | Joël Bats – William Ayache, Patrick Battiston, Maxime Bossis, Manuel Amoros – Alain Giresse, Jean Tigana, Michel Platini (85. Jean-Marc Ferreri), Luis Fernández (73. Thierry Tusseau) – Dominique Rocheteau, Yannick Stopyra Cheftrainer: Henri Michel | Giovanni Galli – Gaetano Scirea – Giuseppe Bergomi, Pietro Vierchowod, Antonio Cabrini – Bruno Conti, Salvatore Bagni, Giuseppe Baresi (46. Antonio Di Gennaro), Fernando De Napoli – Giuseppe Galderisi (58. Gianluca Vialli), Alessandro Altobelli Cheftrainer: Enzo Bearzot | Italien |
| Frankreich                                                            | 1:0 Platini (15.) 2:0 Stopyra (57.) | | Italien |
| Frankreich                                                            | Ayache (40.) | De Napoli (16.), Di Gennaro (67.) | Italien |
| 5. Achtelfinale                                                       | | |         |
| Dienstag, 17. Juni 1986 um 12:00 Uhr in Mexiko-Stadt (Olympiastadion) | | |         |
| Zuschauer: 70.000                                                     | | |         |
| Schiedsrichter: Carlos Espósito ( Uruguay)                            | | |         |
| Spielbericht                                                          | | |         |

### Marokko – BR Deutschland 0:1 (0:0)
| Marokko                                                                   | Marokko | BR Deutschland | BR Deutschland |
| ------------------------------------------------------------------------- | --- | --- | -------------- |
| Marokko                                                                   | \| 6. Achtelfinale \| \| Dienstag, 17. Juni 1986 um 16:00 Uhr in Monterrey (Estadio Universitario) \| \| Zuschauer: 19.800 \| \| Schiedsrichter: Zoran Petrović ( Jugoslawien) \| \| Spielbericht \|                                        | \| 6. Achtelfinale \| \| Dienstag, 17. Juni 1986 um 16:00 Uhr in Monterrey (Estadio Universitario) \| \| Zuschauer: 19.800 \| \| Schiedsrichter: Zoran Petrović ( Jugoslawien) \| \| Spielbericht \|                                           | BR Deutschland |
| Marokko                                                                   | Badou Zaki – Labid Khalifa, Norredine Bouyahyaoui, Lahcen Ouadani, Abdelmajid Lamriss – Mustafa el-Haddaoui, Abdelmajid Dolmy, Mohammed Timoumi, Abderrazak Khairi – Abdelkrim Krimau, Aziz Bouderbala Cheftrainer: José Faria ( Brasilien) | Toni Schumacher – Ditmar Jakobs – Norbert Eder, Karlheinz Förster – Thomas Berthold, Lothar Matthäus, Felix Magath, Hans-Peter Briegel – Karl-Heinz Rummenigge , Rudi Völler (73. Pierre Littbarski), Klaus Allofs Teamchef: Franz Beckenbauer | BR Deutschland |
| Marokko                                                                   | 0:1 Matthäus (87.) | | BR Deutschland |
| Marokko                                                                   | Lamriss (29.), Khalifa (65.) | | BR Deutschland |
| 6. Achtelfinale                                                           | | |                |
| Dienstag, 17. Juni 1986 um 16:00 Uhr in Monterrey (Estadio Universitario) | | |                |
| Zuschauer: 19.800                                                         | | |                |
| Schiedsrichter: Zoran Petrović ( Jugoslawien)                             | | |                |
| Spielbericht                                                              | | |                |

### England – Paraguay 3:0 (1:0)
| England                                                               | England | Paraguay | Paraguay |
| --------------------------------------------------------------------- | --- | --- | -------- |
| England                                                               | \| 7. Achtelfinale \| \| Mittwoch, 18. Juni 1986 um 12:00 Uhr in Mexiko-Stadt (Aztekenstadion) \| \| Zuschauer: 98.728 \| \| Schiedsrichter: Jamal al-Sharif ( Syrien) \| \| Spielbericht \|                                      | \| 7. Achtelfinale \| \| Mittwoch, 18. Juni 1986 um 12:00 Uhr in Mexiko-Stadt (Aztekenstadion) \| \| Zuschauer: 98.728 \| \| Schiedsrichter: Jamal al-Sharif ( Syrien) \| \| Spielbericht \|                                                         | Paraguay |
| England                                                               | Peter Shilton – Gary Stevens, Alvin Martin, Terry Butcher, Kenny Sansom – Trevor Steven, Glenn Hoddle, Peter Reid (58. Gary A. Stevens), Steve Hodge – Peter Beardsley (80. Mark Hateley), Gary Lineker Cheftrainer: Bobby Robson | Roberto Fernández – Juan Torales (64. Jorge Guasch), César Zabala, Rogelio Delgado , Vladimiro Schettina – Buenaventura Ferreira, Jorge Amado Nunes, Julio César Romero, Adolfino Cañete – Roberto Cabañas, Alfredo Mendoza Cheftrainer: Cayetano Ré | Paraguay |
| England                                                               | 1:0 Lineker (31.) 2:0 Beardsley (56.) 3:0 Lineker (72.) | | Paraguay |
| England                                                               | Martin (37.), Hodge (67.) | Nunes (60.) | Paraguay |
| England                                                               | Das 3:0 war das 1.300. WM-Tor | | Paraguay |
| 7. Achtelfinale                                                       | | |          |
| Mittwoch, 18. Juni 1986 um 12:00 Uhr in Mexiko-Stadt (Aztekenstadion) | | |          |
| Zuschauer: 98.728                                                     | | |          |
| Schiedsrichter: Jamal al-Sharif ( Syrien)                             | | |          |
| Spielbericht                                                          | | |          |

### Dänemark – Spanien 1:5 (1:1)
| Dänemark                                                                               | Dänemark | Spanien | Spanien |
| -------------------------------------------------------------------------------------- | --- | --- | ------- |
| Dänemark                                                                               | \| 8. Achtelfinale \| \| Mittwoch, 18. Juni 1986 um 16:00 Uhr in Santiago de Querétaro (Estadio La Corregidora) \| \| Zuschauer: 38.500 \| \| Schiedsrichter: Jan Keizer ( Niederlande) \| \| Spielbericht \|                                                  | \| 8. Achtelfinale \| \| Mittwoch, 18. Juni 1986 um 16:00 Uhr in Santiago de Querétaro (Estadio La Corregidora) \| \| Zuschauer: 38.500 \| \| Schiedsrichter: Jan Keizer ( Niederlande) \| \| Spielbericht \|                               | Spanien |
| Dänemark                                                                               | Lars Høgh – Morten Olsen – Søren Busk, Ivan Nielsen, Henrik Andersen (60. John Eriksen) – Klaus Berggreen, Jens Jørn Bertelsen, Søren Lerby, Jesper Olsen (71. Jan Mølby) – Preben Elkjær Larsen, Michael Laudrup Cheftrainer: Josef Piontek ( BR Deutschland) | Andoni Zubizarreta – Ricardo Gallego – Tomás Reñones, Andoni Goikoetxea, Julio Alberto – Míchel (83. Francisco), José Antonio Camacho , Víctor Muñoz, Ramón Calderé – Emilio Butragueño, Julio Salinas (46. Eloy) Cheftrainer: Miguel Muñoz | Spanien |
| Dänemark                                                                               | 1:0 J. Olsen (33., Foulelfmeter) | 1:1 Butragueño (43.) 1:2 Butragueño (57.) 1:3 Goikoetxea (68., Foulelfmeter) 1:4 Butragueño (80.) 1:5 Butragueño (89., Foulelfmeter) | Spanien |
| Dänemark                                                                               | Andersen (26.) | Goikoetxea (27.), Camacho (32.), Míchel (60.) | Spanien |
| 8. Achtelfinale                                                                        | | |         |
| Mittwoch, 18. Juni 1986 um 16:00 Uhr in Santiago de Querétaro (Estadio La Corregidora) | | |         |
| Zuschauer: 38.500                                                                      | | |         |
| Schiedsrichter: Jan Keizer ( Niederlande)                                              | | |         |
| Spielbericht                                                                           | | |         |

## Viertelfinale

### Brasilien – Frankreich 1:1 n.V. (1:1, 1:1), 3:4 i.E.
| Brasilien                                                            | Brasilien | Frankreich | Frankreich |
| -------------------------------------------------------------------- | --- | --- | ---------- |
| Brasilien                                                            | \| 1. Viertelfinale \| \| Samstag, 21. Juni 1986 um 12:00 Uhr in Guadalajara (Estadio Jalisco) \| \| Zuschauer: 65.000 \| \| Schiedsrichter: Ioan Igna ( Rumänien) \| \| Spielbericht \| | \| 1. Viertelfinale \| \| Samstag, 21. Juni 1986 um 12:00 Uhr in Guadalajara (Estadio Jalisco) \| \| Zuschauer: 65.000 \| \| Schiedsrichter: Ioan Igna ( Rumänien) \| \| Spielbericht \|                                                                | Frankreich |
| Brasilien                                                            | Carlos – Josimar, Júlio César, Edinho , Branco – Alemão, Elzo, Sócrates, Júnior (91. Paulo Silas) – Müller (71. Zico), Careca Cheftrainer: Telê Santana                                  | Joël Bats – Manuel Amoros, Patrick Battiston, Maxime Bossis, Thierry Tusseau – Alain Giresse (84. Jean-Marc Ferreri), Jean Tigana, Michel Platini , Luis Fernández – Dominique Rocheteau (99. Bruno Bellone), Yannick Stopyra Cheftrainer: Henri Michel | Frankreich |
| Brasilien                                                            | 1:0 Careca (17.) | 1:1 Platini (41.) | Frankreich |
| Brasilien                                                            | Elfmeterschießen | | Frankreich |
| Brasilien                                                            | Sócrates scheitert an Bats 1:1 Alemão 2:2 Zico 3:3 Branco Júlio César schießt an den Pfosten                                                                                             | 0:1 Stopyra 1:2 Amoros 2:3 Bellone Platini schießt über das Tor 3:4 Fernández | Frankreich |
| Brasilien                                                            | Zico scheitert mit Foulelfmeter an Bats (75.) | | Frankreich |
| 1. Viertelfinale                                                     | | |            |
| Samstag, 21. Juni 1986 um 12:00 Uhr in Guadalajara (Estadio Jalisco) | | |            |
| Zuschauer: 65.000                                                    | | |            |
| Schiedsrichter: Ioan Igna ( Rumänien)                                | | |            |
| Spielbericht                                                         | | |            |

### Mexiko – BR Deutschland 0:0 n.V., 1:4 i.E.
| Mexiko                                                                   | Mexiko | BR Deutschland | BR Deutschland |
| ------------------------------------------------------------------------ | --- | --- | -------------- |
| Mexiko                                                                   | \| 2. Viertelfinale \| \| Samstag, 21. Juni 1986 um 16:00 Uhr in Monterrey (Estadio Universitario) \| \| Zuschauer: 41.700 \| \| Schiedsrichter: Jesús Díaz ( Kolumbien) \| \| Spielbericht \|                                                                              | \| 2. Viertelfinale \| \| Samstag, 21. Juni 1986 um 16:00 Uhr in Monterrey (Estadio Universitario) \| \| Zuschauer: 41.700 \| \| Schiedsrichter: Jesús Díaz ( Kolumbien) \| \| Spielbericht \|                                                                        | BR Deutschland |
| Mexiko                                                                   | Pablo Larios – Félix Cruz – Rafael Amador Flores (70. Francisco Javier Cruz), Fernando Quirarte, Raúl Servín – Carlos Muñoz, Javier Aguirre, Miguel España, Tomás Boy (32. Carlos de los Cobos), Manuel Negrete – Hugo Sánchez Cheftrainer: Bora Milutinović ( Jugoslawien) | Toni Schumacher – Ditmar Jakobs – Norbert Eder (115. Pierre Littbarski), Karlheinz Förster – Thomas Berthold, Lothar Matthäus, Felix Magath, Hans-Peter Briegel, Andreas Brehme – Karl-Heinz Rummenigge (58. Dieter Hoeneß), Klaus Allofs Teamchef: Franz Beckenbauer | BR Deutschland |
| Mexiko                                                                   | Elfmeterschießen | | BR Deutschland |
| Mexiko                                                                   | 1:1 Negrete Quirarte scheitert an Schumacher Servín scheitert an Schumacher | 0:1 Allofs 1:2 Brehme 1:3 Matthäus 1:4 Littbarski | BR Deutschland |
| Mexiko                                                                   | Aguirre (20.), Quirarte (27.), de los Cobos (75.), Servín (83.), Sánchez (94.) | Allofs (27.), Förster (56.), Matthäus (86.) | BR Deutschland |
| Mexiko                                                                   | Aguirre (100.) | Berthold (65.) | BR Deutschland |
| 2. Viertelfinale                                                         | | |                |
| Samstag, 21. Juni 1986 um 16:00 Uhr in Monterrey (Estadio Universitario) | | |                |
| Zuschauer: 41.700                                                        | | |                |
| Schiedsrichter: Jesús Díaz ( Kolumbien)                                  | | |                |
| Spielbericht                                                             | | |                |

### Argentinien – England 2:1 (0:0)
| Argentinien                                                          | Argentinien | England | England |
| -------------------------------------------------------------------- | --- | --- | ------- |
| Argentinien                                                          | \| 3. Viertelfinale \| \| Sonntag, 22. Juni 1986 um 12:00 Uhr in Mexiko-Stadt (Aztekenstadion) \| \| Zuschauer: 114.580 \| \| Schiedsrichter: Ali Bin Nasser ( Tunesien) \| \| Spielbericht \|                                             | \| 3. Viertelfinale \| \| Sonntag, 22. Juni 1986 um 12:00 Uhr in Mexiko-Stadt (Aztekenstadion) \| \| Zuschauer: 114.580 \| \| Schiedsrichter: Ali Bin Nasser ( Tunesien) \| \| Spielbericht \|                                 | England |
| Argentinien                                                          | Nery Pumpido – José Luis Brown (75. Carlos Tapia) – José Luis Cuciuffo, Oscar Ruggeri, Julio Olarticoechea – Ricardo Giusti, Sergio Batista, Héctor Enrique, Jorge Burruchaga – Diego Maradona , Jorge Valdano Cheftrainer: Carlos Bilardo | Peter Shilton – Gary Stevens, Terry Fenwick, Terry Butcher, Kenny Sansom – Trevor Steven (74. John Barnes), Glenn Hoddle, Peter Reid (64. Chris Waddle), Steve Hodge – Peter Beardsley, Gary Lineker Cheftrainer: Bobby Robson | England |
| Argentinien                                                          | 1:0 Maradona (51.) 2:0 Maradona (55.) | 2:1 Lineker (81.) | England |
| Argentinien                                                          | Batista (60.) | Fenwick (9.) | England |
| 3. Viertelfinale                                                     | | |         |
| Sonntag, 22. Juni 1986 um 12:00 Uhr in Mexiko-Stadt (Aztekenstadion) | | |         |
| Zuschauer: 114.580                                                   | | |         |
| Schiedsrichter: Ali Bin Nasser ( Tunesien)                           | | |         |
| Spielbericht                                                         | | |         |

### Belgien – Spanien 1:1 n.V. (1:1, 1:0), 5:4 i.E.
| Belgien                                                            | Belgien | Spanien | Spanien |
| ------------------------------------------------------------------ | --- | --- | ------- |
| Belgien                                                            | \| 4. Viertelfinale \| \| Sonntag, 22. Juni 1986 um 16:00 Uhr in Puebla (Estadio Cuauhtémoc) \| \| Zuschauer: 45.000 \| \| Schiedsrichter: Siegfried Kirschen ( DDR) \| \| Spielbericht \|                                                                      | \| 4. Viertelfinale \| \| Sonntag, 22. Juni 1986 um 16:00 Uhr in Puebla (Estadio Cuauhtémoc) \| \| Zuschauer: 45.000 \| \| Schiedsrichter: Siegfried Kirschen ( DDR) \| \| Spielbericht \|                                        | Spanien |
| Belgien                                                            | Jean-Marie Pfaff – Michel Renquin – Eric Gerets, Stéphane Demol, Patrick Vervoort – Enzo Scifo, Georges Grün (99. Leo Clijsters), Jan Ceulemans , Franky Vercauteren (105. Leo Van der Elst) – Daniel Veyt (82. Hugo Broos), Nico Claesen Cheftrainer: Guy Thys | Andoni Zubizarreta – Ricardo Gallego – Tomás Reñones (46. Juan Señor), Chendo, Julio Alberto – Míchel, José Antonio Camacho , Víctor Muñoz, Ramón Calderé – Emilio Butragueño, Julio Salinas (63. Eloy) Cheftrainer: Miguel Muñoz | Spanien |
| Belgien                                                            | 1:0 Ceulemans (35.) | 1:1 Señor (85.) | Spanien |
| Belgien                                                            | Elfmeterschießen | | Spanien |
| Belgien                                                            | 1:1 Claesen 2:1 Scifo 3:2 Broos 4:3 Vervoort 5:4 L. Van Der Elst | 0:1 Señor Eloy scheitert an Pfaff 2:2 Chendo 3:3 Butragueño 4:4 Víctor | Spanien |
| Belgien                                                            | Demol (24.), Grün (115.) | Tomás (39.), Calderé (44.) | Spanien |
| 4. Viertelfinale                                                   | | |         |
| Sonntag, 22. Juni 1986 um 16:00 Uhr in Puebla (Estadio Cuauhtémoc) | | |         |
| Zuschauer: 45.000                                                  | | |         |
| Schiedsrichter: Siegfried Kirschen ( DDR)                          | | |         |
| Spielbericht                                                       | | |         |

## Halbfinale

### BR Deutschland – Frankreich 2:0 (1:0)
| BR Deutschland                                                        | BR Deutschland | Frankreich | Frankreich |
| --------------------------------------------------------------------- | --- | --- | ---------- |
| BR Deutschland                                                        | \| 1. Halbfinale \| \| Mittwoch, 25. Juni 1986 um 12:00 Uhr in Guadalajara (Estadio Jalisco) \| \| Zuschauer: 45.000 \| \| Schiedsrichter: Luigi Agnolin ( Italien) \| \| Spielbericht \|                                                 | \| 1. Halbfinale \| \| Mittwoch, 25. Juni 1986 um 12:00 Uhr in Guadalajara (Estadio Jalisco) \| \| Zuschauer: 45.000 \| \| Schiedsrichter: Luigi Agnolin ( Italien) \| \| Spielbericht \|                                                          | Frankreich |
| BR Deutschland                                                        | Toni Schumacher – Ditmar Jakobs – Andreas Brehme, Karlheinz Förster, Norbert Eder – Lothar Matthäus, Wolfgang Rolff, Felix Magath, Hans-Peter Briegel – Karl-Heinz Rummenigge (57. Rudi Völler), Klaus Allofs Teamchef: Franz Beckenbauer | Joël Bats – William Ayache, Patrick Battiston, Maxime Bossis, Manuel Amoros – Alain Giresse (72. Philippe Vercruysse), Jean Tigana, Michel Platini , Luis Fernández – Bruno Bellone (66. Daniel Xuereb), Yannick Stopyra Cheftrainer: Henri Michel | Frankreich |
| BR Deutschland                                                        | 1:0 Brehme (9.) 2:0 Völler (90.) | | Frankreich |
| BR Deutschland                                                        | Magath (59.) | Fernández (89.) | Frankreich |
| 1. Halbfinale                                                         | | |            |
| Mittwoch, 25. Juni 1986 um 12:00 Uhr in Guadalajara (Estadio Jalisco) | | |            |
| Zuschauer: 45.000                                                     | | |            |
| Schiedsrichter: Luigi Agnolin ( Italien)                              | | |            |
| Spielbericht                                                          | | |            |

### Argentinien – Belgien 2:0 (0:0)
| Argentinien                                                           | Argentinien | Belgien | Belgien |
| --------------------------------------------------------------------- | --- | --- | ------- |
| Argentinien                                                           | \| 2. Halbfinale \| \| Mittwoch, 25. Juni 1986 um 16:00 Uhr in Mexiko-Stadt (Aztekenstadion) \| \| Zuschauer: 114.500 \| \| Schiedsrichter: Antonio Márquez Ramírez ( Mexiko) \| \| Spielbericht \|                                           | \| 2. Halbfinale \| \| Mittwoch, 25. Juni 1986 um 16:00 Uhr in Mexiko-Stadt (Aztekenstadion) \| \| Zuschauer: 114.500 \| \| Schiedsrichter: Antonio Márquez Ramírez ( Mexiko) \| \| Spielbericht \|                      | Belgien |
| Argentinien                                                           | Nery Pumpido – José Luis Brown – José Luis Cuciuffo, Oscar Ruggeri, Julio Olarticoechea – Ricardo Giusti, Sergio Batista, Héctor Enrique, Jorge Burruchaga (85. Ricardo Bochini) – Diego Maradona , Jorge Valdano Cheftrainer: Carlos Bilardo | Jean-Marie Pfaff – Michel Renquin (54. Philippe Desmet) – Eric Gerets, Stéphane Demol, Patrick Vervoort – Enzo Scifo, Georges Grün, Jan Ceulemans , Franky Vercauteren – Daniel Veyt, Nico Claesen Cheftrainer: Guy Thys | Belgien |
| Argentinien                                                           | 1:0 Maradona (51.) 2:0 Maradona (63.) | | Belgien |
| Argentinien                                                           | Valdano (33.) | Veyt (27.) | Belgien |
| 2. Halbfinale                                                         | | |         |
| Mittwoch, 25. Juni 1986 um 16:00 Uhr in Mexiko-Stadt (Aztekenstadion) | | |         |
| Zuschauer: 114.500                                                    | | |         |
| Schiedsrichter: Antonio Márquez Ramírez ( Mexiko)                     | | |         |
| Spielbericht                                                          | | |         |

## Spiel um Platz 3

### Frankreich – Belgien 4:2 n.V. (2:2, 2:1)
| Frankreich                                                         | Frankreich | Belgien | Belgien |
| ------------------------------------------------------------------ | --- | --- | ------- |
| Frankreich                                                         | \| Samstag, 28. Juni 1986 um 12:00 Uhr in Puebla (Estadio Cuauhtémoc) \| \| Zuschauer: 21.000 \| \| Schiedsrichter: George Courtney ( England) \| \| Spielbericht \|                                                                                        | \| Samstag, 28. Juni 1986 um 12:00 Uhr in Puebla (Estadio Cuauhtémoc) \| \| Zuschauer: 21.000 \| \| Schiedsrichter: George Courtney ( England) \| \| Spielbericht \|                                                                             | Belgien |
| Frankreich                                                         | Albert Rust – Michel Bibard, Patrick Battiston , Yvon Le Roux (55. Maxime Bossis), Manuel Amoros – Jean-Marc Ferreri, Jean Tigana (83. Thierry Tusseau), Philippe Vercruysse, Bernard Genghini – Jean-Pierre Papin, Bruno Bellone Cheftrainer: Henri Michel | Jean-Marie Pfaff – Michel Renquin (46. Franky Van der Elst) – Eric Gerets, Stéphane Demol, Patrick Vervoort – Enzo Scifo (64. Leo Van der Elst), Georges Grün, Jan Ceulemans , Raymond Mommens – Daniel Veyt, Nico Claesen Cheftrainer: Guy Thys | Belgien |
| Frankreich                                                         | 1:1 Ferreri (27.) 2:1 Papin (43.) 3:2 Genghini (104.) 4:2 Amoros (111., Foulelfmeter) | 0:1 Ceulemans (11.) 2:2 Claesen (73.) | Belgien |
| Frankreich                                                         | Pfaff (63.) | | Belgien |
| Samstag, 28. Juni 1986 um 12:00 Uhr in Puebla (Estadio Cuauhtémoc) | | |         |
| Zuschauer: 21.000                                                  | | |         |
| Schiedsrichter: George Courtney ( England)                         | | |         |
| Spielbericht                                                       | | |         |

## Finale

### Argentinien – BR Deutschland 3:2 (1:0)
| Argentinien                                                          | Argentinien | BR Deutschland | BR Deutschland | Aufstellung                                  |
| -------------------------------------------------------------------- | --- | --- | -------------- | -------------------------------------------- |
| Argentinien                                                          | \| Sonntag, 29. Juni 1986 um 12:00 Uhr in Mexiko-Stadt (Aztekenstadion) \| \| Zuschauer: 114.600 \| \| Schiedsrichter: Romualdo Arppi Filho ( Brasilien) \| \| Spielbericht \|                                                                  | \| Sonntag, 29. Juni 1986 um 12:00 Uhr in Mexiko-Stadt (Aztekenstadion) \| \| Zuschauer: 114.600 \| \| Schiedsrichter: Romualdo Arppi Filho ( Brasilien) \| \| Spielbericht \|                                                                                  | BR Deutschland | Aufstellung Argentinien gegen BR Deutschland |
| Argentinien                                                          | Nery Pumpido – José Luis Brown – José Luis Cuciuffo, Óscar Ruggeri, Julio Olarticoechea – Ricardo Giusti, Sergio Batista, Diego Maradona , Héctor Enrique – Jorge Burruchaga (90. Marcelo Trobbiani), Jorge Valdano Cheftrainer: Carlos Bilardo | Toni Schumacher – Ditmar Jakobs – Thomas Berthold, Karlheinz Förster, Hans-Peter Briegel – Felix Magath (62. Dieter Hoeneß), Lothar Matthäus, Norbert Eder, Andreas Brehme – Karl-Heinz Rummenigge , Klaus Allofs (46. Rudi Völler) Teamchef: Franz Beckenbauer | BR Deutschland | Aufstellung Argentinien gegen BR Deutschland |
| Argentinien                                                          | 1:0 Brown (23.) 2:0 Valdano (56.) 3:2 Burruchaga (84.) | 2:1 Rummenigge (74.) 2:2 Völler (81.) | BR Deutschland | Aufstellung Argentinien gegen BR Deutschland |
| Argentinien                                                          | Maradona (17.), Olarticoechea (77.), Enrique (81.), Pumpido (85.) | Matthäus (21.), Briegel (62.) | BR Deutschland | Aufstellung Argentinien gegen BR Deutschland |
| Sonntag, 29. Juni 1986 um 12:00 Uhr in Mexiko-Stadt (Aztekenstadion) | | |                |                                              |
| Zuschauer: 114.600                                                   | | |                |                                              |
| Schiedsrichter: Romualdo Arppi Filho ( Brasilien)                    | | |                |                                              |
| Spielbericht                                                         | | |                |                                              |